# ESG (Unternehmen)
Die ESG Elektroniksystem- und Logistik-GmbH war eine vorwiegend im Rüstungsbereich tätige Unternehmensgruppe mit Sitz in München und Firmenzentrale in Fürstenfeldbruck. Die ESG entwickelte, integrierte, betreute und betrieb komplexe, sicherheitsrelevante Elektronik- und IT-Systeme für Militär, Behörden und Unternehmen. Wichtigster Großkunde war die Bundeswehr; daneben gehörten vor allem Firmen der Luftfahrt-, Konsum- und Investitionsgüterindustrie zum Kundenkreis. Die ESG fungierte darüber hinaus als herstellerunabhängiger Technologie- und Prozessberater, führte Studien und Simulationen für neue Systeme durch und unterstützte das Management großer IT-Projekte.
Mit rund 1.400 Mitarbeiterinnen und Mitarbeiter war die ESG mit Tochterfirmen in den USA und in Europa international aufgestellt. Zur Firmengruppe gehörten die ESG Aerosystems Inc., ESG Consulting GmbH, ESG B.V. und die KBN-Gruppe.
Am 3. April 2024 wurde ESG durch die Hensoldt AG übernommen.

## Geschichte
Aufgrund zahlreicher Probleme im Zusammenhang mit der Beherrschbarkeit des Lockheed F-104G Starfighters, in dessen Folge es zu vielen Abstürzen und tragischen Todesfällen kam, verlangte das Bundesministerium der Verteidigung (BMVg) 1963 von den acht deutschen Elektronikfirmen, die am Lizenznachbau des Flugzeugs beteiligt waren, Maßnahmen zur Erhöhung der Sicherheit und Einsatzbereitschaft des Starfighters. So kam es zur Gründung der Flug-Elektronik-Gesellschaft mbH (FEG) mit Sitz in München. Indem die Ingenieure der FEG das Flugzeug als ganzheitliches System betrachteten, gelang es ihnen, das Störverhalten der Starfighter-Komponenten zu analysieren und Verbesserungen umzusetzen, die die Technik und die Logistik beherrschbar machten.
Im Rahmen des Aufbaus einer eigenen wehrtechnischen Industrie der Bundesrepublik Deutschland drängte das BMVg auf die Gründung eines Unternehmens, das die wehrtechnischen Entwicklungskompetenzen der Elektronikindustrie bündeln und damit dazu beitragen sollte, die bisherige Lizenzfertigung von Waffensystemen durch Eigenentwicklungen abzulösen. So kam es 1967 zur Gründung der ESG (Elektronik-System-Gesellschaft mbH) durch AEG-Telefunken, Rohde & Schwarz, SEL und Siemens. Der erste Auftrag der ESG war die Erarbeitung eines Projektvorschlags für die Waffensystemelektronik eines neuen Kampfflugzeuges, des späteren Tornado, dessen Avioniksystem von der ESG zusammen mit der britischen Firma EASAMS und der italienischen Firma SIA entwickelt wurde.
1970 erwarb die ESG die Mehrheit der Anteile der FEG, die Unternehmen wurden organisatorisch zusammengeführt und als Leitfirma Ausrüstung verantwortlich für die Materialbewirtschaftung und technisch-logistische Betreuung der Elektronik aller fliegenden Waffensysteme der Bundeswehr. Darüber hinaus übernahm die ESG auch die komplette Materialbewirtschaftung und technische Betreuung einzelner Flugzeugmuster wie des Transportflugzeuges Transall C-160, des Erdkampfflugzeuges Fiat G.91 und des Hubschraubers Bell UH-1D. 1992 fusionierten die ESG und die FEG zur ESG Elektroniksystem- und Logistik-GmbH.
Für das deutsche Heer entwickelte die ESG unter anderem ein digitales Feuerleitsystem für den Flugabwehrkanonenpanzer Gepard, den Artillerie-Rechnerverbund ADLER und das mobile Führungs- und Informationssystem HEROS.
Die ESG bewirtschaftet die Bundeseigenen Lager (BEL) der deutschen Luftwaffe bei 52 Unternehmen, die im Auftrag der Bundeswehr die Wartung und Reparatur fliegender Waffensysteme durchführen. Diese Unternehmen greifen für ihre Arbeit auf den Bestand der Lager zurück, alle Einzelteile bleiben aber im Eigentum der Bundeswehr. Zu den Aufgaben der ESG gehört die Ermittlung des Ersatzteilbedarfs und die Einleitung der Beschaffungen.
Ab Mai 2000 betrieb die ESG das „Zentrale Bundeseigene Lager (ZEBEL)“ des Heeres in Kaufungen. Dort wurden alle Ersatzteile der Teilstreitkraft gelagert, die vom Partner Schenker AG überall in Deutschland innerhalb von 24 Stunden angeliefert werden konnten. Die mehr als 50.000 verschiedenen Artikel waren in einem Hochregallager in einer 120 m langen Halle auf 12.000 Quadratmetern Lagerfläche mit mehr als 13.000 Palettenstellplätzen eingelagert. Durch die damit verbundene Auflösung der über ganz Deutschland verteilten Einzellager konnte der Bestandswert der Ersatzteile auf 80 Mio. Euro gesenkt werden.
Anfang der 1980er Jahre begann das bis dahin rein militärtechnische Unternehmen auch in den zivilen Sektor zu expandieren, insbesondere in den Bereich der Automobilindustrie, die seit dem Ende der Neunzigerjahre als Kunde der ESG immer mehr an Bedeutung gewann. Über Regionalbüros in München, Ingolstadt, Rüsselsheim, Wolfsburg, Köln und Stuttgart sowie international in Detroit und Shanghai wurden Entwicklungsdienstleistungen in den Bereichen Fahrerassistenzsysteme, Connected Car, Fahrzeugdiagnosesysteme, Elektromobilität, Benutzerschnittstellen und Infotainment sowie Trainingslösungen, Prozessmanagement und Tests & Integration angeboten. Dieser Unternehmensbereich wurde 2018 in die Tochtergesellschaft ESG Mobility GmbH überführt, die 2021 vom US-amerikanischen IT-Dienstleister Cognizant Technology Solutions übernommen wurde und seitdem als eigenständige Gesellschaft mit dem Namen Cognizant Mobility GmbH unter der Leitung von Jörg Ohlsen und Gerald Host weitergeführt wird. Diese Ausgliederung betraf rund 1000 ESG-Mitarbeiter.
Im November 2023 teilte die Hensoldt AG mit, kurz vor dem Abschluss exklusiver Verhandlungen zur Übernahme von ESG mittels einer Kapitalerhöhung zu stehen. Im Dezember kaufte Hensoldt ESG. Das Bundeskartellamt gab den Kauf am 8. Februar 2024 frei.

## Unternehmensleitung und Gesellschafter
Derzeitiger Geschäftsführer ist Dietmar Thelen (seit 2024).
Die Gesellschafter waren bis August 2015 Airbus Defence and Space, Rohde & Schwarz, Thales mit jeweils 30 % sowie Northrop Grumman mit 10 %, die ihre Anteile dann an die private Beteiligungsgesellschaft Armira Partners GmbH & Co KG mit Sitz in München verkauften. Zu den Anteilseignern der Investmentgesellschaft gehörte unter anderem bis zum Frühjahr 2016 die Bielefelder Gesellschaft GB GbR mit Carl Christian Oetker, Richard Oetker und Ludwig Graf Douglas als Gesellschafter. Daneben zählen der Sohn von John Jahr senior, Verlagserbe Michael Jahr, Albrecht Fürst zu Oettingen-Spielberg und Mitglieder der Familie von Staff genannt von Reitzenstein zu den Investoren.

## Zahlen
| Jahr | Mitarbeiter | Umsatz     |
| ---- | ----------- | ---------- |
| 1997 | 800         | 100 Mio. € |
| 2008 | 1.200       | 202 Mio. € |
| 2014 | 1.600       | 252 Mio. € |
| 2015 | 1.600       | 262 Mio. € |
| 2016 | 1.600       | 267 Mio. € |
| 2017 | 1.700       | 293 Mio. € |
| 2018 | 2.000       | 323 Mio. € |
| 2019 | 2.000       | 332 Mio. € |
| 2020 | 2.100       | 381 Mio. € |
| 2021 |             | 330 Mio. € |
| 2022 | 1.300       | 285 Mio. € |

## Standorte
- Deutschland: Fürstenfeldbruck (Zentrale), Berlin, Bonn, Donauwörth, Hamburg, Holzdorf, Kiel, Koblenz, Köln, München (Unternehmenssitz), Nordholz, Wilhelmshaven

## Tochtergesellschaften
- ESG Aerosystems Inc.
- ESG Consulting GmbH
- PTL Luftfahrt GmbH
- ESG B.V.
- KBN-Gruppe